# Boris Kroyt

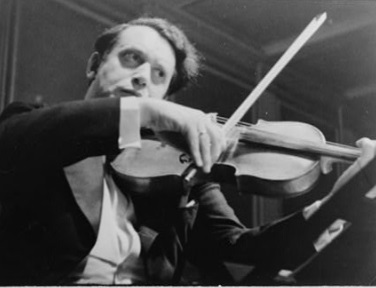
Boris Kroyt um 1944

Boris Kroyt (russisch Борис Иосифович Кройт Boris Iossifowitsch Kroit; * 11. Junijul. / 23. Juni 1897greg. in Odessa, Russisches Kaiserreich; † 15. November 1969 in New York) war ein russisch-amerikanischer Violinist, Bratschist und Musikpädagoge. Boris Kroyt wurde als Sohn einer jüdisch-ukrainischen Familie in Odessa geboren. Seine Kindheit und seine frühe Karriere verbrachte er in Deutschland. Hier galt er als Geigen-Wunderkind. Vom Ausbruch des Zweiten Weltkriegs bis zu seinem Tod im Alter von 72 Jahren lebte er in den Vereinigten Staaten und wurde 1944 US-amerikanischer Staatsbürger.

## Leben und Werk
Boris Kroyt wurde 1897 als Sohn des Tabakhändlers Osip Kroyt und seiner zweiten Frau, der Österreicherin Cecilia Kroyt (geb. Friedmann) in Odessa geboren. Boris Mutter war zunächst dagegen, dass ihr Sohn eine Ausbildung als Musiker ergriff. Auf Anraten des Violinvirtuosen Alexander Fiedemann, der den jungen Kroyt mit zwei anderen Kindern ein Haydn-Trio spielen hörte, schrieb die Mutter ihren Sohn Boris an der Kaiserlichen Musikhochschule in Odessa ein. Sein Lehrer wurde dort Max Fiedemann, der Bruder des oben genannten Violinvirtuosen. Im Alter von neun Jahren hatte dann Boris Kroyt seinen ersten öffentlichen Konzertauftritt. Er konzertierte mit dem Philharmonischen Orchester von Odessa und wurde dabei von Max Fiedemann am Klavier begleitet.
Im Alter von zehn Jahren beschloss Kroyts Mutter, ihren Sohn zu Studien  bei Alexander Fiedemann  am Stern’schen Konservatorium zu schicken. Als Kroyt in Berlin ankam, überredete Fiedemann den Bankier Franz von Mendelssohn (ein Verwandter des Komponisten Felix Mendelssohn), Kroyt ein Stipendium zu gewähren und die Anmietung von Sälen und Orchestern für seine bevorstehenden Konzerte zu finanzieren. Mendelssohn schenkte Kroyt auch eine Geige von Lorenzo Storioni. Weitere Lehrer von Boris Kroyt wurden dort Paul Juon, Wilhelm Klatte und Wladimir Metzl. 1912 siedelte Kroyts Mutter und sein jüngerer Bruder Miron, der Klavier studierte, ebenfalls nach Berlin um. 1913 folgten sein Vater und seine Schwester. In diesem Jahr schloss Boris Kroyt sein Studium am Konservatorium mit der Gustav Hollaender Goldmedaille ab.
Boris Kroyt wurde Mitglied mehrerer Kammermusikensembles wie dem Friedemann-Quartett (1915–1918), dem Kroyt-Quartett (1924–1926), dem Guarneri-Quartett (1926–1933) und ab 1936 dem Budapest Quartet. Bis zur Auflösung dieses Ensembles wirkte Kroyt dort als Bratscher. Zusammen mit Karol Szreter (Klavier) und Arnold Földesy (Cello) bildete er ein Klaviertrio. 1936 siedelte er mit anderen Mitgliedern des Budapest-Quartets in die USA um, deren Staatsbürger er 1944 wurde.
Seit 1962 wirkte Kroyt als Professor für Violine, Bratsche und Kammermusik an der University at Buffalo.
1968 wurde bei Boris Kroyt Magenkrebs diagnostiziert. Trotz einer Operation verschlechterte sich sein Zustand. Er musste eine geplante Südamerika-Tournee mit Murray Perahia absagen. Seinen letzten öffentlichen Auftritt hatte er am 18. Oktober 1969 bei einer Aufführung von Beethovens Streichquintett in der Alice Tully Hall in Manhattan. Er starb weniger als einen Monat später im French Hospital in New York City. Das von Boris Kroyt beratene und trainierte 1964 neu gegründete Guarneri Quartett spielte bei seiner Beerdigung, und einige Tage später widmete Murray Perahia bei einem Recital in Pittsburgh eine Bach-Sarabande Boris Kroyt.